# Marcellin Berthelot
Pierre Eugène Marcellin Berthelot, född 29 oktober 1827 i Paris, död 18 mars 1907 i Paris, var en fransk politiker och kemist. Far till diplomaten Philippe Berthelot och filosofen René Berthelot.
Berthelot studerade först medicin, men övergick snart till kemin. 1851 blev han assistent vid Collège de France och utförde som sådan flera viktiga undersökningar. 1859 erhöll han den nyinrättade professuren i organisk kemi vid École supérieure de pharmacie, men återvände 1864 till Collège de France, där han erhöll en för honom inrättad professur i organisk kemi, som han fram till sin död innehade. 
Vid tiden för kejsardömets fall och därefter tog Berthelot livligt del i det offentliga livet. Han valdes till president för den vetenskapliga kommitté, som tillsattes för att bland annat sätta den inneslutna huvudstaden i förbindelse med det övriga Frankrike. Hans försök att under belägringen framställa salpeter för sprängämnestillverkningen ledde honom också in på denna del av kemin, och 1878 blev han president för Commission des substances explosives. 1881 valde senaten honom till ständig medlem. Han var 1886-87 undervisningsminister och 1895 utrikesminister. Berthelots vetenskapliga verksamhet är enastående resultatrik och omfattande. Hans mest betydelsefulla arbeten faller inom den organiska kemin, men även inom termokemin gjorde han banbrytande upptäckter, och även inom agrikulturkemin gjorde han flera upptäckter i sitt 1883 upprättade agronomiska laboratorium i Meudon utanför Paris.
Han gjorde även betydande insatser inom studiet av kemins och alkemins historia, bland annat i verken Origines de l’Alchimie och Collection des Anciens Alchimistes Grecs. Det senare är en utgåva av texter av bland andra Zosimos och Pseudo-Demokritos.
Bland hans övriga skrifter märks Chimie organique fondée sur la synthèse (1895), Thermochimie (1897), Chimie végétale et agricole (1899), samt Science et libre-pensée (1905).
Berthelot var ledamot av Kungliga Vetenskapsakademien från 1870.